# Den Haag Centrum
Den Haag Centrum è lo stadsdeel centrale della città di L'Aia, nei Paesi Bassi. È la parte più antica della città.

## Quartieri nello stadsdeel di Den Haag Centrum
I quartieri di Den Haag Centrum sono 11:
- Archipelbuurt / Willemspark
- Zeeheldenkwartier
- Stationsbuurt
- Oude Centrum
- Groente- en Fruitmarkt
- Kortenbos
- Rivierenbuurt
- Voorhout
- Schilderswijk
- Transvaalkwartier